# Alba (serie televisiva)
Alba è una serie televisiva spagnola originale di Atresmedia basata sulla serie televisiva turca Fatmagül'ün Suçu Ne?. Ha come protagonista Elena Rivera ed è stato presentato in anteprima su Atresplayer Premium il 28 marzo 2021 ed è stato successivamente trasmesso su Antena 3 a partire dal 9 marzo 2022. Il cast è completato da Eric Masip, Álvaro Rico, Pol Hermoso, Jason Fernández, Miquel Fernández, Bea Segura, Tito Valverde e Adriana Ozores, tra gli altri.  

## Trama
Alba è una giovane donna senza paura. Tuttavia, dopo essere tornata nella sua città per le vacanze, una promettente notte di festa diventa tragica quando un gruppo di ragazzi la aggredisce sessualmente. Il giorno dopo si sveglia nuda sulla spiaggia. Un anno prima, quando si era lasciato alle spalle la sua vita prevedibile, non poteva immaginare che nella grande capitale avrebbe incontrato Bruno, il suo solito vicino, e al quale non si era mai interessato. Ciò che, separato da una semplice strada, non è mai accaduto, diventa possibile in una città di quattro milioni di abitanti. In un incontro casuale, tanto improbabile quanto magico, Alba e Bruno si innamorano perdutamente. Niente poteva separarli. Fino a quella fatidica notte. Inspiegabilmente tre dei quattro attaccanti sono i migliori amici di Bruno. Ma quando Alba scopre l'identità del quarto uomo, la fine dell'incubo è, di fatto, l'inizio. 

## Episodi
| Stagione       | Episodi | Pubblicazione Italia |
| -------------- | ------- | -------------------- |
| Prima stagione | 13      | 2021                 |